# János Simor
János Simor (Székesfehérvár, 23 de agosto de 1813 – Esztergom, 23 de janeiro de 1891) foi um cardeal e arcebispo católico húngaro.

## Biografia
Ele era o quinto filho de uma família de artesãos húngaros. Seu pai, Antal Simor, era um rico sapateiro.
Estudou em Székesfehérvár, depois em Presburg (hoje Bratislava) e no seminário de Trnava. Ordenado sacerdote em 28 de outubro de 1836, formou-se em teologia pela Universidade de Viena em 1841. Depois de uma experiência como pároco assistente, tornou-se professor de teologia dogmática no seminário onde havia estudado. Tornou-se cônego de Székesfehérvár e arquidiácono da Catedral de Buda.
Em 1854 foi enviado a Roma pelo Cardeal Ján Krstiteľ Scitovský para uma delicada missão diplomática, para evitar a extensão da concordata com a Áustria ao Reino da Hungria.
Em 19 de março de 1857 foi nomeado bispo de Győr e em 29 de junho do mesmo ano foi consagrado bispo pelo cardeal Ján Krstiteľ Scitovský.
Em 1867 foi promovido a arcebispo de Esztergom e primaz da Hungria. No mesmo ano foi condecorado com a Cruz de Chanceler e Cavaleiro da Grã-Cruz da Real Ordem de Santo Estêvão da Hungria. Ele participou do Concílio Vaticano I. contra a proclamação da infalibilidade do papa, mas posteriormente alinhando-se com a decisão dos padres conciliares.
No consistório de 22 de dezembro de 1873, o Papa Pio IX o nomeou cardeal e em 15 de junho de 1874 recebeu o título de San Bartolomeo all'Isola.
Ele participou do conclave de 1878 que elegeu o Papa Leão XIII.
Ele morreu em Strigonio aos 77 anos e foi enterrado na catedral.

## Link externo
- sylwetka w słowniku biograficznym kardynałów Salvadora Mirandy {{{2}}}
- Catholic Hierarchy {{{2}}}